# Koos Breukel
Koos Breukel (Den Haag, 24 november 1962) is een Nederlandse portretfotograaf. Hij werkt en woont in Amsterdam.

## Levensloop
In 1978, op zestienjarige leeftijd, kreeg Breukel zijn eerste fotocamera van zijn moeder. In het begin fotografeerde hij vooral landschappen. Van 1982 tot 1986 studeerde hij aan de School voor Fotografie en Fotonica in Den Haag. 
Na zijn studie ging hij werken als freelance fotograaf in Amsterdam en specialiseerde zich in portretfotografie. Zijn foto's verschenen regelmatig in tijdschriften, waaronder Quote en Oor. Sinds 1999 werkt hij bijna volledig autonoom; Breukel maakt momenteel series in opdracht van musea en galeries.
Van 1992 tot 2003 was Koos Breukel docent fotografie aan de Gerrit Rietveld Academie in Amsterdam. In september 2007 maakte hij in opdracht van Maandblad M (van NRC Handelsblad) een serie foto's van de schrijver-kunstenaar Jan Wolkers. De foto's tonen een broze Wolkers; een maand later overleed hij.

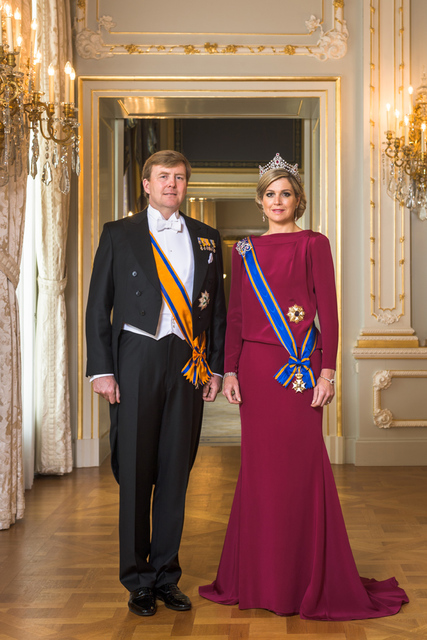
Eerste staatsiefoto van Koning Willem-Alexander en Koningin Máxima in 2013

Koos Breukel maakte de eerste staatsiefoto's van Koning Willem-Alexander en Koningin Máxima, gepubliceerd in april 2013.
Breukel wordt gerepresenteerd door Van Zoetendaal Collections in Amsterdam.

## Werk (selectie)
Geboorte, leven, ziekte en dood zijn belangrijke thema's in de portretten van Koos Breukel. Zo maakte hij een aantal series foto's van ernstig zieke vrienden, tot vlak voor hun dood: van schrijver Michael Matthews die in 1996 overleed (aan hem werd het boek Hyde gewijd) en van bevriend fotograaf Eric Hamelink, overleden in 1998.

### Tentoonstellingen (selectie)
De eerste solotentoonstelling van Koos Breukel vond plaats bij galerie Sign in Groningen, tijdens het Noorderlichtfestival in 1991. 
- 1991 - Noorderlicht, Galerie Sign, Groningen
- 2013 - Fotomuseum Den Haag
- Bergen Kunstmuseum, Noorwegen
- Kunsthal, Rotterdam
- Museum De Hallen, Haarlem
- Nederlands Foto Instituut, Rotterdam
- Pori Art Museum, Finland,

### Publicaties (selectie)
- Koos Breukel en Michael Matthews (1994): The Wretched Skin, De Verbeelding, Amsterdam, ISBN 978-9090076232
- Koos Breukel en Michael Matthews (1997): Hyde, Van Zoetendaal, Amsterdam, ISBN 90-75574-03-7
- Koos Breukel (2001): Photo Studio Koos Breukel, Van Zoetendaal, Amsterdam, ISBN 90-75574-185
- Koos Breukel (2006): Cosmetic View, Van Zoetendaal, Amsterdam, ISBN 90-75574-0-02

### Prijzen (selectie)
- 1994: Aanmoedigingsprijs van het Amsterdams Fonds voor de Kunst
- 1996: prijs De Best Verzorgde Boeken voor de publicatie Hyde
- 2001: prijs De Best Verzorgde Boeken voor de publicatie Photo Studio Koos Breukel'

### Werk in openbare collecties (selectie)
- Nederlands Fotomuseum, Rotterdam[3]
- Rijksmuseum Amsterdam[4]